# Paphiopedilum appletonianum
Paphiopedilum appletonianum är en orkidéart som först beskrevs av William Hugh Gower, och fick sitt nu gällande namn av Robert Allen Rolfe. Paphiopedilum appletonianum ingår i släktet Paphiopedilum och familjen orkidéer. Inga underarter finns listade i Catalogue of Life.

## Bildgalleri

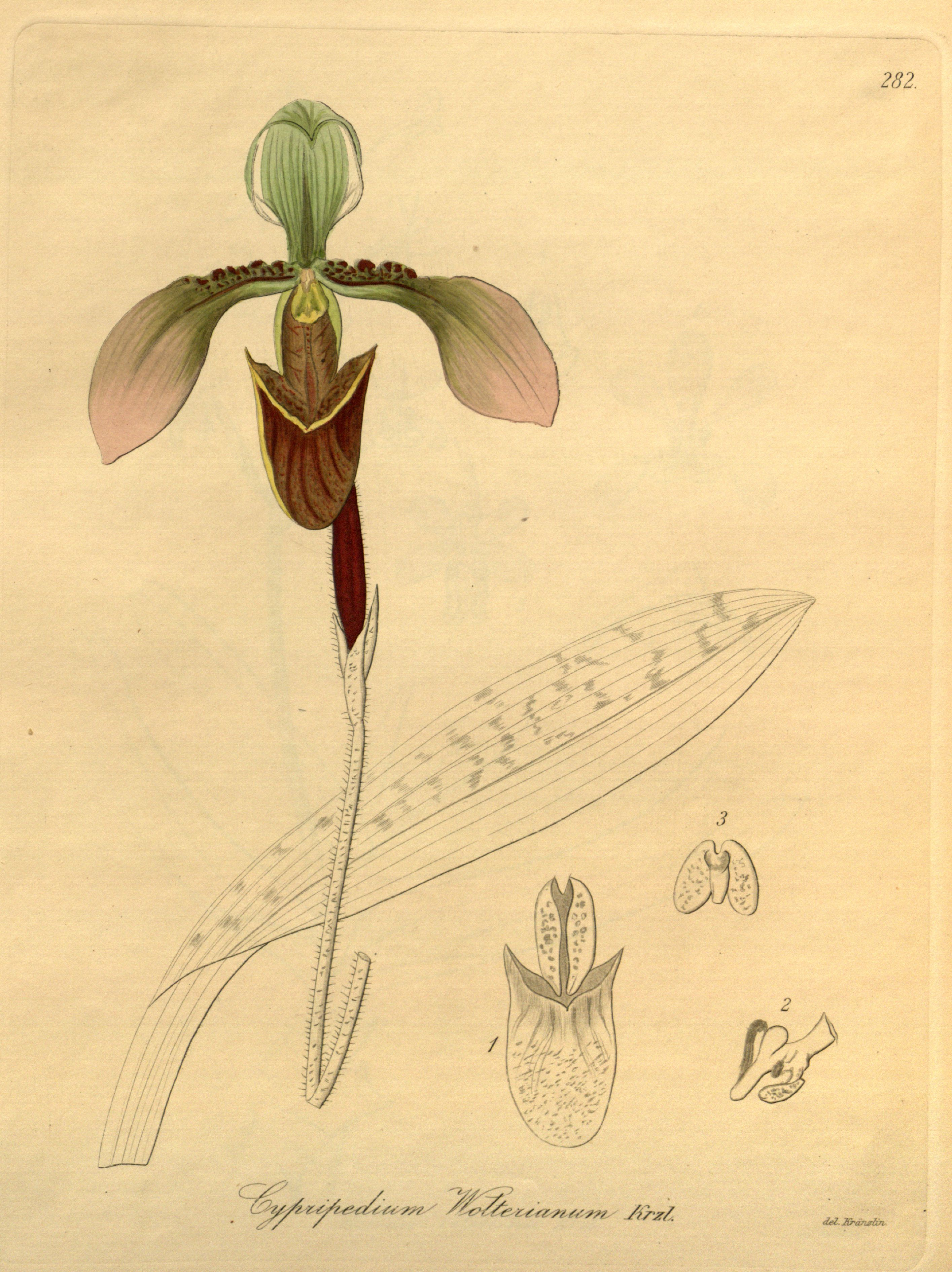
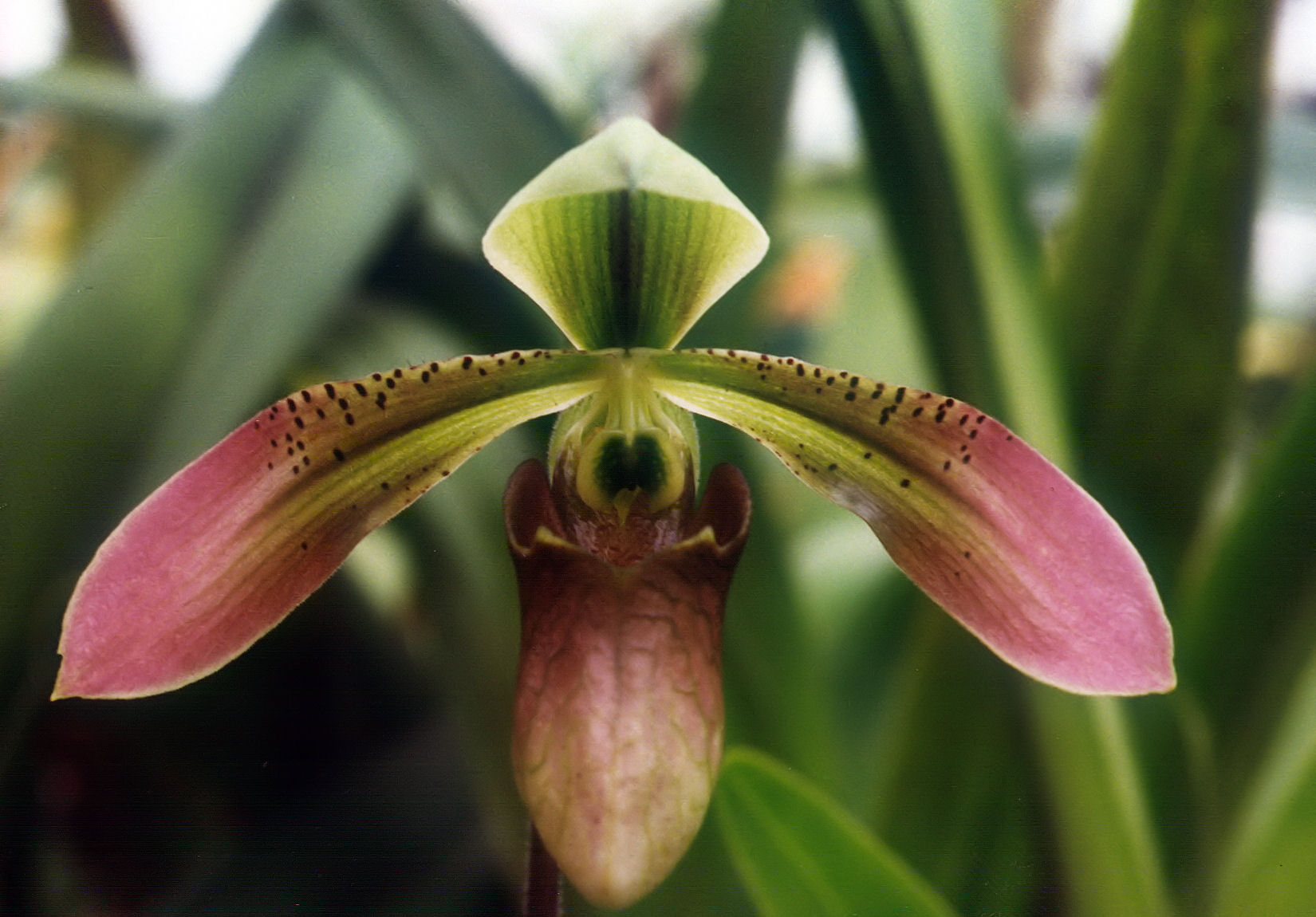
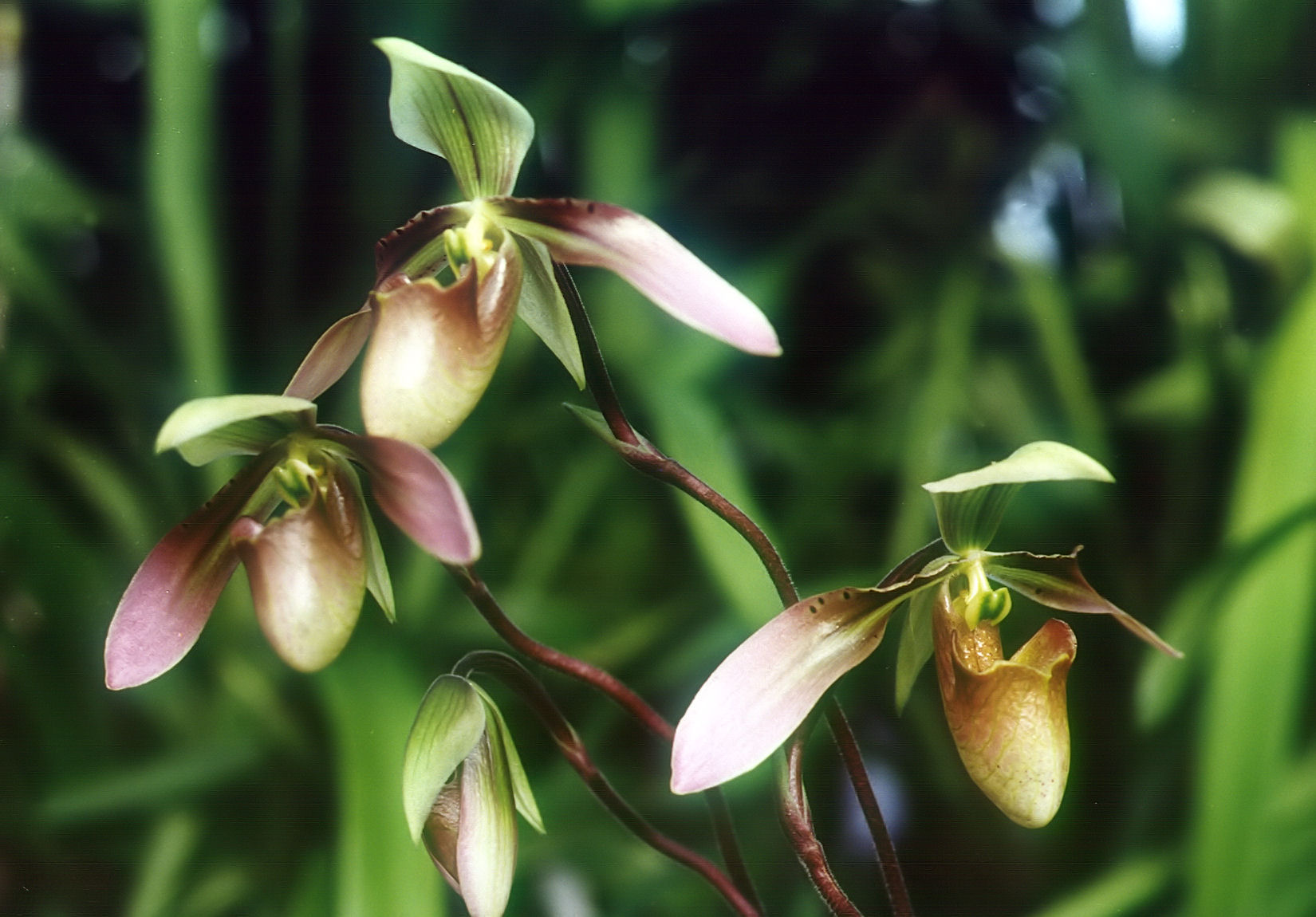
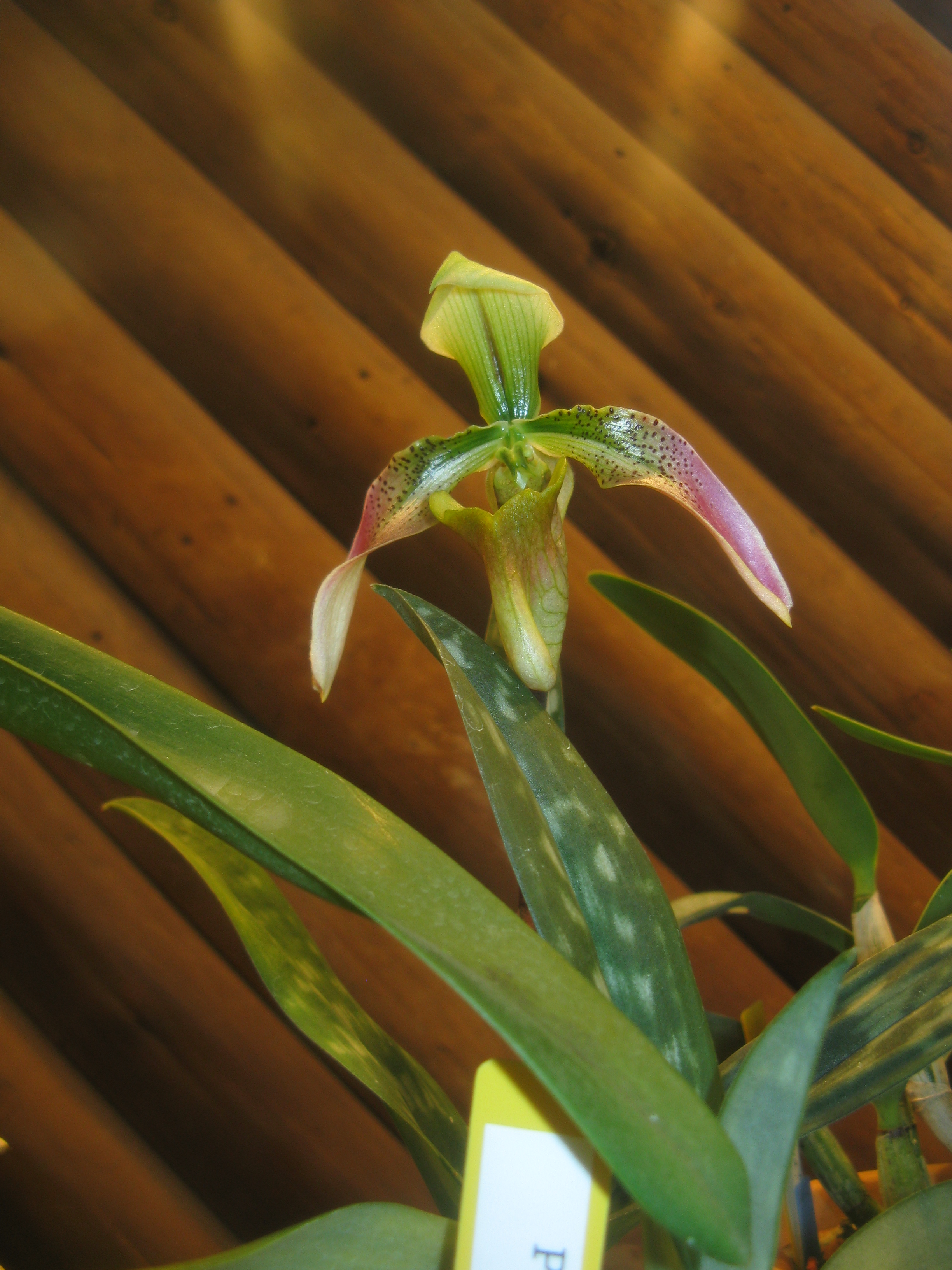
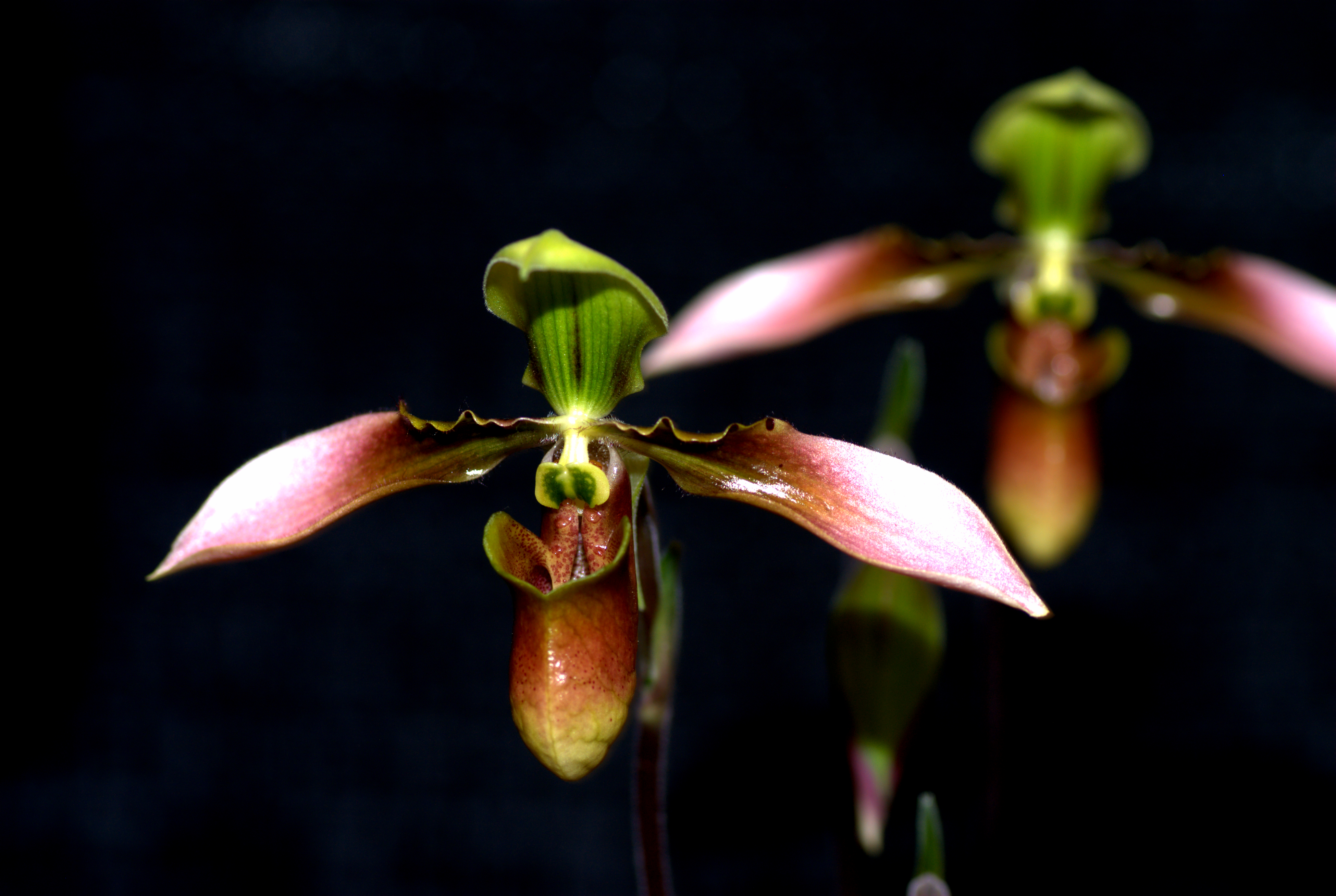
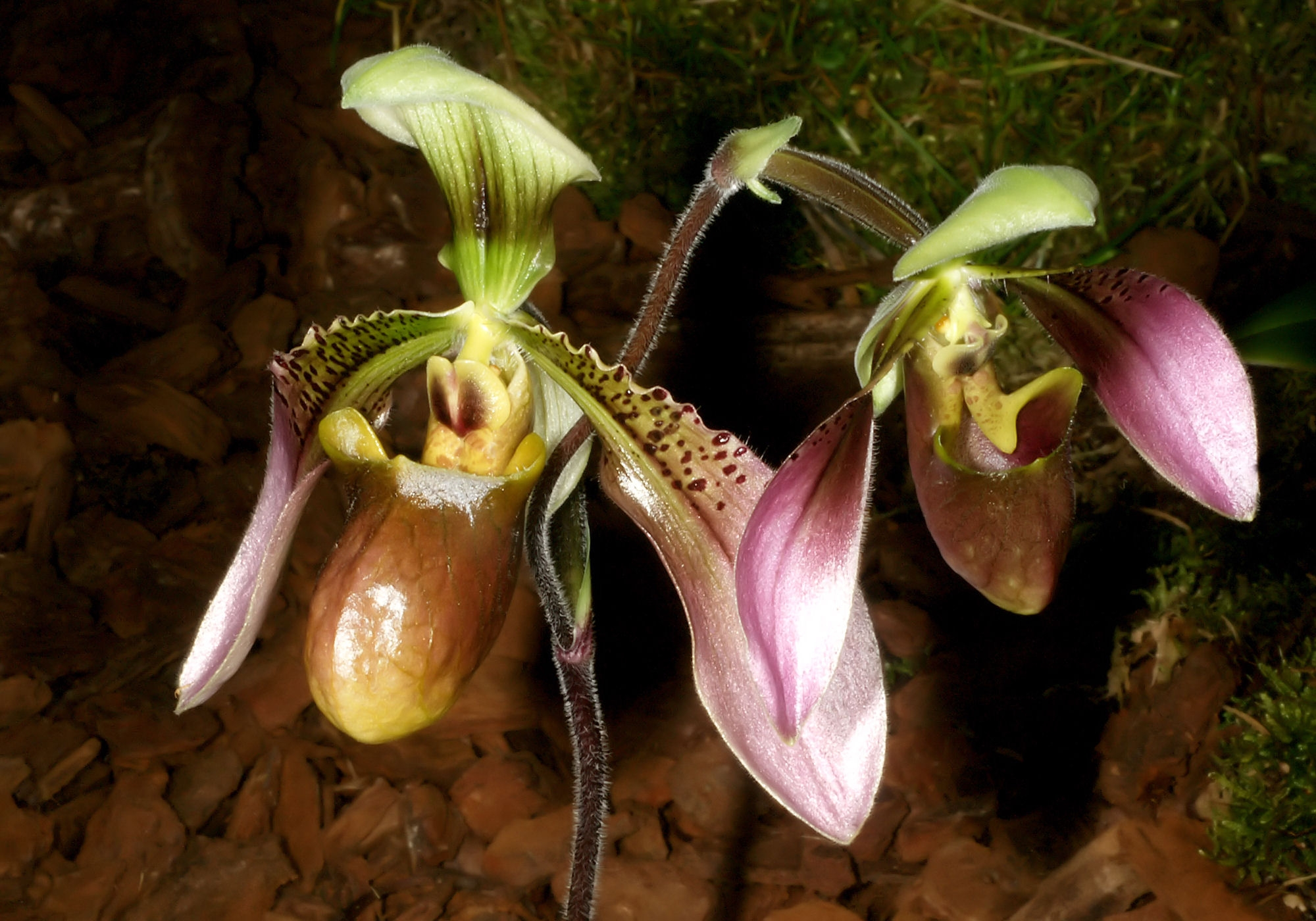